# 況周頤
況周頤（1859年—1926年），原名周儀，字夔笙，一字揆孫，晚號蕙風詞隱。臨桂（今廣西桂林）人。晚清詞學四大家之一。

## 生平
原籍湖南寶慶。因避宣統帝諱，改名周頤。光緒十四年（1888年）入京，中舉人，官內閣中書。以詞為專業，致力五十年，受王鵬運的影響，早年詞風輕飄、艷麗，清亡後，多寄寓其懷戀清室之意。與樊增祥、朱祖謀、鄭文焯稱清末四大家。
著有《蕙風詞話》5卷（由《玉梅詞話》、《餐櫻廡詞話》等合編而成，《玉梅詞話》後易名《香海棠館詞話》）、《蕙風詞話續編》、《鹵底叢談》等十餘種。